# Chlorocypha cancellata
Chlorocypha cancellata är en trollsländeart. Chlorocypha cancellata ingår i släktet Chlorocypha och familjen Chlorocyphidae. IUCN kategoriserar arten globalt som livskraftig.

## Underarter
Arten delas in i följande underarter:
- C. c. cancellata
- C. c. insulana